# 150
سنة 150 م (بالأرقام الرومانية: CL) كانت سنة بسيطة تبدأ يوم الأربعاء (الرابط يظهر نموذج الجدول الزمني الكامل للسنة) من التقويم اليولياني. بدأت تسمية السنة ب150 منذ العصور الوسطى المبكرة، عندما أصبح تقويم أنو دوميني هو الأسلوب السائد في أوروبا لتسمية السنوات.

## مواليد
- تشانغ تشونغ جينغ طبيب وكاتب ومخترع صيني
- موسيخوس
- ناجارجونا فيلسوف هندي